# Östersunds skidstadion
Koordinaten: 63° 11′ 25″ N, 14° 39′ 29″ O
Das Östersunds skidstadion in Östersund (Schweden) ist eine Biathlon- und Skilanglaufstadion. In der Regel findet hier der jährliche Auftakt des Biathlon-Weltcups statt.

## Geschichte
1970 fand im Skistadion erstmals eine Biathlon-Weltmeisterschaft statt. Im Jahr 1993 wurden etwa 12 Millionen Kronen aufgewendet, um das Östersund Skistadion für große internationale Wettkämpfe wie den im selben Jahr erstmals hier stattfindenden Weltcup zu präparieren. Unter anderem kamen Schneekanonen, ein Kühlturm, Brücken, Wachskabinen, ein Sekretariat, Anzeigetafel und 1996 auch ein Doping-Untersuchungszimmer dazu.
Vor der Weltmeisterschaft 2008 wurde eine neue Tribüne für 4.000 Zuschauer sowie eine Beleuchtung zur Durchführung von Abend-Rennen installiert. 2008 bis 2011 kamen zusätzliche Plätze für 2.000 Zuschauer und zwanzig neue Wachskabinen dazu.
Im März 2019 fanden zum dritten Mal Weltmeisterschaften im Stadion statt.